# Emilie Ullerup
Emilie Ullerup (Koppenhága, 1984. október 27. –) dán születésű kanadai színésznő. 

## Pályája
Édesapja munkája miatt fiatalkorában beutazták a világot, többször jártak az Egyesült Államokban, Belgiumban, Vietnámban. Már kisgyermek korában tudta, hogy színésznő akar lenni. Miután Koppenhágában befejezte tanulmányait, 2003-ban Kanadába költözött, hogy színészetet tanuljon a Vancouver Film School iskolában, 2005-ben végzett ott. Eleinte nehezen talált munkát, mivel nem volt kanadai állampolgár, de végül sikerült munkavállalási engedélyt kapnia.
Első szerepe a Csillagközi romboló című sci-fi sorozat 2006-os újrafeldolgozásában volt, melyet a Sci-Fi Channel készített. Eddigi legismertebb szerepe Ashley Magnus a szintén Sci-Fi Channel által sugárzott Sanctuary – Génrejtek című televíziós sorozatban, melynek szerepelt valamennyi webepizódjában, illetve a sorozat első tizenhat részében. Karakterét azért ölték meg a készítők, mert az őt alakító Ullerup elhagyta a sorozatot, hogy a Smallville című sorozatban vállaljon szerepet. Ezzel ellentétben egy interjúban Emilie Ullerup azt mondja, nem tudja, miért írták ki a sorozatból, de úgy véli, a producerek talán nem tartották eléggé népszerűnek karakterét. A sorozat 3. évadjában még lesz visszatérő szerepe a karakternek. A sorozat után több kisebb filmszerepet kapott az Asphalt Canyon, a Hunt 2 Kill (H2K) és a Riese című produkciókban.

## Filmjei
- 2006: Csillagközi romboló (Battlestar Galactica), tévésorozat
- 2007: Vámpírakták (Blood Ties), tévésorozat
- 2007: Beépített feleség (Secrets of an Uncover Wife), tévésorozat
- 2007: Sanctuary – Génrejtek webepizódok
- 2008–2009: Sanctuary – Génrejtek, tévésorozat
- 2008: jPod
- 2009: Smallville
- 2009: Riese, tévésorozat
- 2010: Városi útvesztő (Concrete Canyons /Asphalt Canyons)
- 2010: Paradoxon (Paradox)
- 2010: Nyomodban a halál (Hunt to Kill)
- 2011: Odaát (Supernatural), tévésorozat
- 2012: Kémes hármas (This Means War)
- 2012: Egy picit zombi (A Little Bit Zombie)
- 2012: A philadelphiai kísértet (The Philadelphia Experiment), tévéfilm
- 2011–2012: Igazságosztók (True Justice), tévésorozat
- 2014: Elveszett levelek (Signed, Sealed, Delivered), tévésorozat
- 2015: Feszültség (Life on the Line)
- 2017: Karácsonyra, szeretettel (With Love, Christmas), tévéfilm
- 2019: Jéghotel (Winter Castle), tévéfilm
- 2020: A szerelem természete (Nature of Love), tévéfilm
- 2021: Időtlen szerelem (Romancing the Birthday Girl), tévéfilm
- 2022: Arcátlan (Brazen)
- 2022: Szülőföld: Salem erőd (Motherland: Fort Salem), tévésorozat

## Díjak
2008-ban Leo-díjat kapott a „Legjobb női főszereplő drámai sorozat ” kategóriában Kaitlin Joyce szerepéért a jPod című televíziós sorozatban.